# Lenz
Lenz  je priimek več znanih oseb:
- Emil Lenz (1804—1865), nemško-ruski (estonski) fizik
- Günther Lenz (1883—1945), nemški general
- Hernann Lenz (1913—1998), nemški pisatelj
- Jakob Michael Reinhold Lenz (1751—1792), nemški dramatik
- Karl Lenz (*1955), nemški sociolog
- Kay Lenz (*1953), ameriška igralka
- Oscar Lenz (1848—1925), avstrijskir geograf, geolog in raziskovalec Afrike
- Peter Lenz (1832—1928), nemški slikar, arhitekt in kipar
- Siegfried Lenz (1926—2014), nemški pisatelj
- Stephan Lenz (*1968), nemški politik